# Adolf IV van Kleef-Mark
Adolf IV (2 augustus 1373 - 23 september 1448) was de oudste zoon van graaf Adolf III van der Mark en Margaretha van Gulik.

## Leven
In 1394 volgde hij zijn vader Adolf III van der Mark op als graaf van Kleef en later als hertog van Kleef. In 1397 voerde hij oorlog tegen zijn oom Willem II van Berg en veroverde Kaiserswerth, Remagen en Sinzig, de helft van Gennep en de heerlijkheid Ravenstein. Op het concilie van Konstanz werd hij in 1417 tot hertog uitgeroepen. In 1398 erfde Adolf het graafschap Mark van zijn broer Diederik X van Kleef.
Binnenlands voerde hij strijd tegen de adel en de standen, die evenwel aan invloed wonnen. In de Gelderse opvolginsstrijd koos Adolf partij voor Egmont, hetgeen hem Emmerik, Gennep en het Reichswald opleverde. In zijn gevechten tegen de aartsbisschop van Keulen in 1444-1448 veroverde hij Soest en Xanten, maar stond hij Kaiserswerth en Remagen af. In 1420 nam hij samen met Adolf van Berg en Eberhard van Limburg de burcht Elberfeld met omliggend gebied in, hij kreeg het als pand tegen betaling van 2.000 gulden aan de graaf van Berg.

## Huwelijk en kinderen
Adolf was gehuwd met:
- Agnes van de Palts (-1401), dochter van Rooms-koning Ruprecht, in 1400
- Maria van Bourgondië (-1463), dochter van hertog Jan zonder Vrees, in mei 1415,

en werd vader van:
- Margaretha (1416-1444), in 1433 gehuwd met hertog Willem III van Beieren (1375-1435), en in 1441 met hertog Ulrich V van Württemberg (-1480)
- Katharina van Kleef (1417-1479), in 1430 gehuwd met hertog Arnold van Egmond, graaf van Gelre (1410-1473)
- Johan I van Kleef (1419-1481) gehuwd met Elisabeth van Bourgondië
- Elisabeth (1420-1488), in 1434 gehuwd met graaf Hendrik XXVI van Schwarzburg-Blankenburg (1418-1488)
- Agnes (1422-1448), in 1436 gehuwd met prins Karel van Viana (1421-1461)
- Helena (1423-1471), in 1436 gehuwd met hertog Hendrik de Vredelievende van Brunswijk-Wolfenbüttel
- Adolf (1425-1492), heer van Ravenstein en ridder van het Gulden Vlies (in 1456)
- Maria (1426-1487), in 1440 gehuwd met Karel II van Valois, hertog van Orléans (1391-1465)
- Anna (1432-)
- Engelbert (1433-1433)

## Voorouders
| Voorouders van Adolf IV van Kleef-Mark | Voorouders van Adolf IV van Kleef-Mark                                | Voorouders van Adolf IV van Kleef-Mark                                | Voorouders van Adolf IV van Kleef-Mark                                      | Voorouders van Adolf IV van Kleef-Mark                                      | Voorouders van Adolf IV van Kleef-Mark                                | Voorouders van Adolf IV van Kleef-Mark                                | Voorouders van Adolf IV van Kleef-Mark                                | Voorouders van Adolf IV van Kleef-Mark                                |
| -------------------------------------- | --------------------------------------------------------------------- | --------------------------------------------------------------------- | --------------------------------------------------------------------------- | --------------------------------------------------------------------------- | --------------------------------------------------------------------- | --------------------------------------------------------------------- | --------------------------------------------------------------------- | --------------------------------------------------------------------- |
| Overgrootouders                        | Engelbert II van der Mark (-1328) ∞ Mathilda van Arenberg (-1328)     | Engelbert II van der Mark (-1328) ∞ Mathilda van Arenberg (-1328)     | Diederik IX van Kleef (1299-1346) ∞ (1308) Margaretha van Gelre (1305-1331) | Diederik IX van Kleef (1299-1346) ∞ (1308) Margaretha van Gelre (1305-1331) | Willem VI van Gulik (1299-1361) ∞ Johanna van Henegouwen (1315-1374)  | Willem VI van Gulik (1299-1361) ∞ Johanna van Henegouwen (1315-1374)  | Otto IV van Ravensberg (1276-1328) ∞ Margaretha van Berg (1285-1340)  | Otto IV van Ravensberg (1276-1328) ∞ Margaretha van Berg (1285-1340)  |
| Grootouders                            | Adolf II van der Mark (1328-1347) ∞ Margaretha van Kleef (1310-1348)  | Adolf II van der Mark (1328-1347) ∞ Margaretha van Kleef (1310-1348)  | Adolf II van der Mark (1328-1347) ∞ Margaretha van Kleef (1310-1348)        | Adolf II van der Mark (1328-1347) ∞ Margaretha van Kleef (1310-1348)        | Gerard van Berg (1315-1391) ∞ Margaret van Ravensberg (1320-1389)     | Gerard van Berg (1315-1391) ∞ Margaret van Ravensberg (1320-1389)     | Gerard van Berg (1315-1391) ∞ Margaret van Ravensberg (1320-1389)     | Gerard van Berg (1315-1391) ∞ Margaret van Ravensberg (1320-1389)     |
| Ouders                                 | Adolf III van der Mark (1334-1394) ∞ Margaretha van Gulik (1350-1425) | Adolf III van der Mark (1334-1394) ∞ Margaretha van Gulik (1350-1425) | Adolf III van der Mark (1334-1394) ∞ Margaretha van Gulik (1350-1425)       | Adolf III van der Mark (1334-1394) ∞ Margaretha van Gulik (1350-1425)       | Adolf III van der Mark (1334-1394) ∞ Margaretha van Gulik (1350-1425) | Adolf III van der Mark (1334-1394) ∞ Margaretha van Gulik (1350-1425) | Adolf III van der Mark (1334-1394) ∞ Margaretha van Gulik (1350-1425) | Adolf III van der Mark (1334-1394) ∞ Margaretha van Gulik (1350-1425) |